# 7 лютого
7 лютого — 38-й день року в григоріанському календарі. До кінця року залишається 327 днів (328 днів — у високосні роки).

## Свята і пам'ятні дні

### Міжнародні
- День народження вогнегасника.

### Національні
- Гренада: День Незалежності.
- Ірландія: День Святого Мела.
- Татарстан: День Герба Республіки.
- Японія: День проблеми північних територій.

### Релігійні

#### Християнство
- День народження Святого Томаса Мора (1478—1535).
- День пам'яті Блаженного Пія IX (1792—1878).
- День пам'яті Святого Володимира (Богоявленського) (1848—1918).

Православ'я:
- Преподобного Парфенія, єпископа Лампсакійського.
- Преподобного Луки Елладського.
- 1003 мучеників Нікомидійських.

### Іменини
✝  Католицькі:
✙ Православні: Лука, Парфеній.

## Події

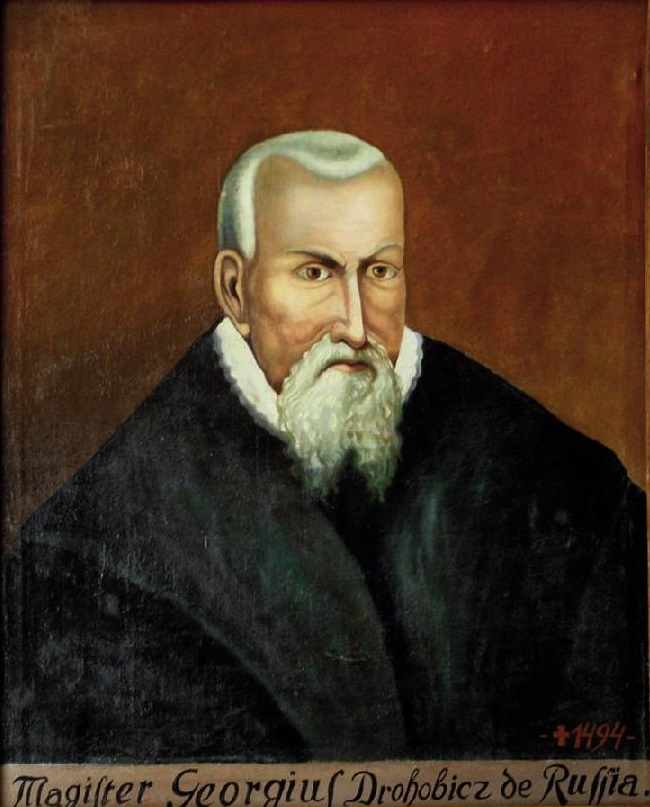
Юрій Дрогобич

- 457 — Лев I Макелла став візантійським імператором.
- 1483 — відомий український вчений Юрій Дрогобич у Римі в Ехуаріуса Зільбера видав книгу «Прогностична оцінка поточного 1483 року» (Iudicium pronosticon Anni M.cccc.lxxxiii), яка є першою відомою друкованою книгою українського автора.
- 1497 — прихильники Джироламо Савонароли спалили у Флоренції тисячі світських, «гріховних» книг, предметів мистецтва тощо.
- 1807 — битва під Пройсіш-Ейлау у війні четвертої коаліції.
- 1831 — польський Сейм затвердив червоно-білий прапор як національний
- 1855 — підписаний Сімодський трактат — перша дипломатична угода між Росією та Японією, що встановила кордон двох держав.
- 1889 — американець Герман Голлеріт (Herman Hollerit; 1860–1929) запатентував першу електричну обчислювальну машину
- 1906 — сигнал SOS вперше був запропонований як міжнародний сигнал біди (замість коду CQD, який раніше використовували на суднах)
- 1942 — на території сучасної Баня-Луки хорватські усташі вбили понад 2300 сербів, переважно жінок, дітей, літніх.
- 1968 — пісня групи Beatles Sergeant Pepper's Lonely Hearts Club Band отримала премію «Ґреммі» (Grammy)
- 1991 — тимчасова ІРА обстріляла з мінометів резиденцію прем'єр-міністра Великої Британії Даунінґ-стріт, 10.
- 1992 — 12 держав-членів Європейських спільнот підписали Маастрихтський договір, основну угоду Європейського Союзу
- 1992 — Республіка Бенін визнала незалежність України.
- 1998 — відкрилися Вісімнадцяті зимові Олімпійські ігри в Нагано, (Японія).
- 2009 — лісові пожежі у штаті Вікторія призвели до найгіршого стихійного лиха в історії Австралії, загинули 173 особи.
- 2010 — відбувся другий тур президентських виборів в Україні, на яких переміг Віктор Янукович.
- 2016 — Північна Корея запустила в космос Кванмьонсон-4, порушуючи численні договори ООН.
- 2018 — розгром та знищення передових загонів російських Сил Спеціального Призначення («ПВК Вагнера») під Дайр-ез-Заур американськими військами у Сирії в ніч з 7 на 8 лютого

## Народились

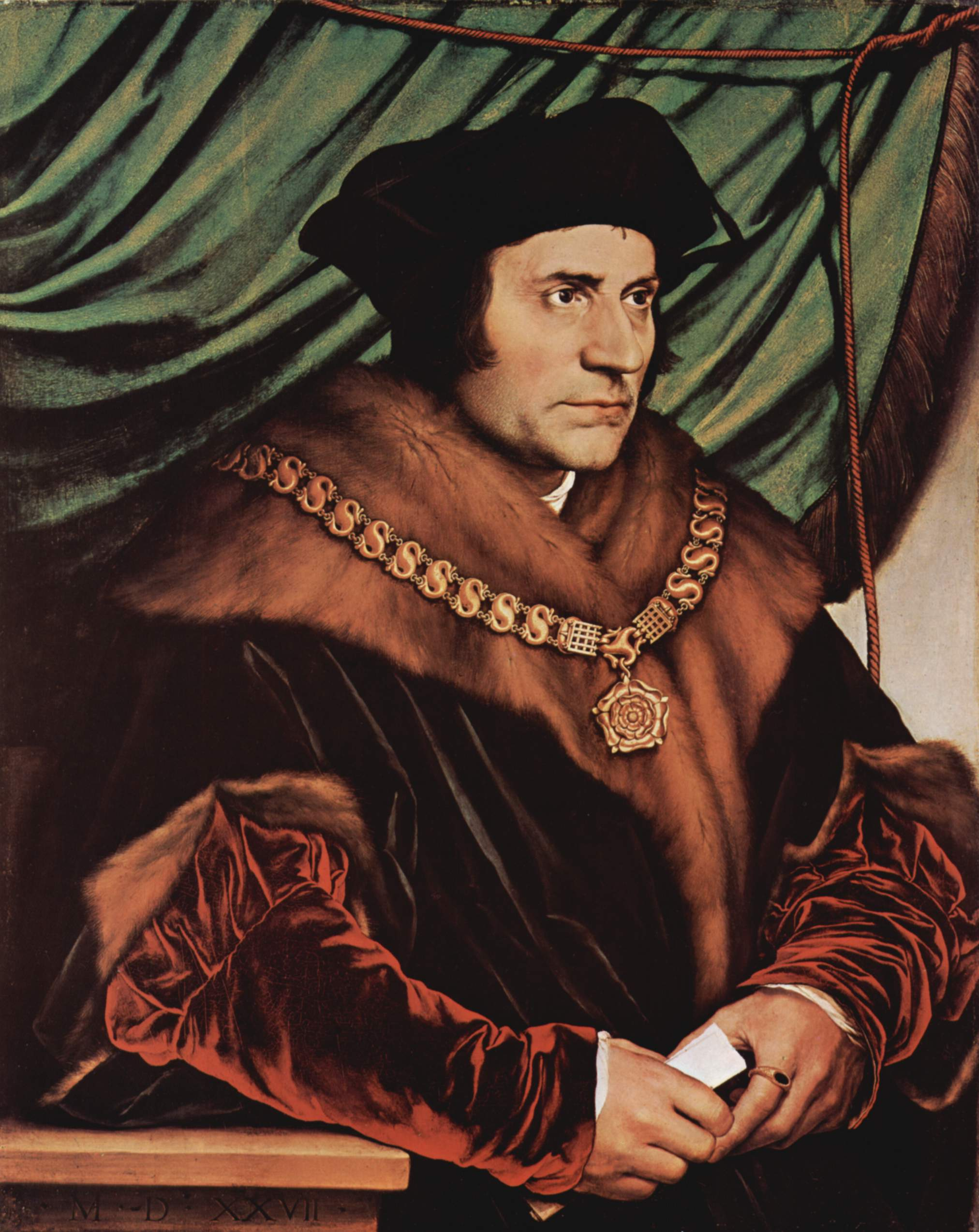
Томас Мор

Дивись також Категорія:Народились 7 лютого
- 1478 — Томас Мор, англійський письменник і державний діяч.
- 1804 — Микола Маркевич, український історик, етнограф, письменник, фольклорист, композитор.
- 1812 — Чарлз Дікенс, англійський письменник.
- 1840 — Джон Філіп Голланд, винахідник підводного човна, взятого на озброєння флотом США.
- 1847 — Олександр Русов, український етнограф, фольклорист, сатирик, громадський діяч. Помер 8 жовтня 1915 р.
- 1847 —  Володимир Заленський, біолог-ембріолог, народився у с. Шахворостівка Миргородського повіту Полтавської губернії.
- 1885 — Сінклер Льюїс, американський письменник, перший американський письменник-лауреат Нобелівської премії з літератури (1930).
- 1887 — Андрій Шкуро, нащадок запорозьких козаків, генерал-поручик Кубанського війська. Загинув 16 лютого 1947 р. у Москві.
- 1904 — Ґленн Міллер, американський композитор, керівник знаменитого джаз-бенду (загинув 1944 року)
- 1906 — Олег Антонов, український радянський авіаконструктор
- 1906 — Пуї, останній імператор Китаю династії Цін (1908—1912), глава Маньчжурської держави (1932—1945)
- 1926 — Костянтин Феоктистов, радянський космонавт і конструктор космічної техніки
- 1932 — Степан Костишин, український біолог, колишній ректор Чернівецького національного університету (1987–2005)
- 1946 — Гектор Бабенко, бразильський кінорежисер українського походження, номінувався на «Оскара»
- 1949 — Алан Ланкастер, один із засновників англійського рок-гурту Status Quo
- 1960 — Дітер Болен, німецький поп-музикант (Modern Talking, Blue System)
- 1963 — Гайдемарі Стефанишин-Пайпер, американська астронавтка українського походження
- 1978 — Ештон Кутчер, американський актор, ведучий та продюсер; чоловік Міли Куніс.

## Померли

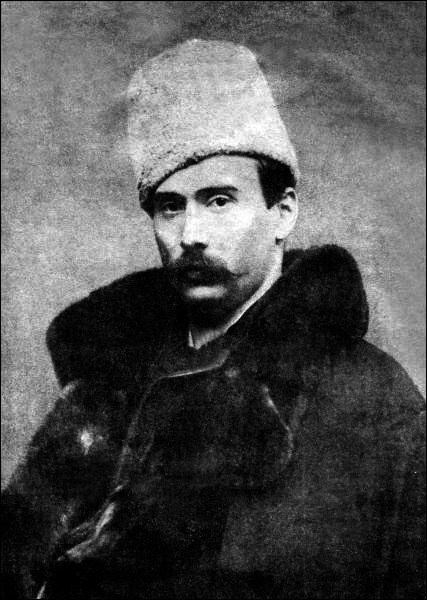
Микола Садовський

Дивись також Категорія:Померли 7 лютого
- 590 — Пелагій II, 63-й папа Римський.
- 1560 — Баччо Бандінеллі, флорентійський скульптор і художник.
- 1682 — Михайло Дзик (Мелетій у чернецтві), ректор Києво-Могилянської академії у рр. 1655—1657 та 1662—1665.
- 1760 — Микола Ханенко, державний діяч Гетьманщини, генеральний хорунжий, дипломат.
- 1772 — Соломон II, останній цар Імеретії.
- 1823 — Енн Редкліфф, англійська письменниця.
- 1880 — Артюр Морен, французький інженер й механік.
- 1903 — Фламініо Бертоні, італійський автомобільний дизайнер, скульптор, архітектор. Всесвітню славу йому принесла розробка Citroën DS.
- 1918 — Священомученик Володимир, київський митрополит невинно розстріляний більшовиками
- 1933 — Микола Садовський, український актор, режисер і громадський діяч, корифей українського побутового театру.
- 1960 — Ігор Курчатов, радянський фізик, «батько» радянської атомної бомби.
- 1988 — Лін Картер, американський письменник-фантаст, літературознавець.
- 1994 — Вітольд Лютославський, польський композитор
- 1999 — Хусейн бен Талал, король Йорданії